# Asterolasia trymalioides
Asterolasia trymalioides es una especie de arbusto perteneciente a la familia de las rutáceas. Es un endemismo de Australia. 

## Descripción
Es un arbusto que alcanza un tamaño de entre 0,2 y 1 metro de altura. Las hojas son de 3 a 8 mm de largo y de 2 a 4 mm y de color verde brillante por el haz y se cubre con  pelos marrones los  bordes del envés. Las flores, que aparecen a principios del verano, son de color amarillo, con pelos marrones en el exterior.

## Distribución y hábitat
La especie se encuentra en brezales y pastizales en las zonas alpinas y subalpinas de Nueva Gales del Sur, el Territorio de la Capital Australiana y Victoria.

## Taxonomía
Asterolasia trymalioides fue descrita formalmente por primera vez en 1854 por el  botánico Ferdinand von Mueller basado en el material vegetal que se recogieron a partir de la cima rocosa de la gama Cobberas. y publicado en Transactions of the Philosophical Society of Victoria 1: 10, en el año 1855.
Sinonimia
- Eriostemon trymalikoides (F.Muell.) F.Muell.[5]
- Pleurandropsis trymalioides (F.Muell.) Anon.[6]